# 古氏翠蜂鸟
古氏翠蜂鸟（学名：Riccordia elegans），又称古尔德翠蜂鸟或古德氏翠蜂鸟，是一种已灭绝的蜂鸟。目前被歸類於雨燕目蜂鳥科Riccordia属下，但是該物種因為只有一個採集地不明的標本，而導致其有效性存疑。

## 物種標本與分類
該物種由英國鳥類學家約翰·古爾德基於唯一一個標本描述，當時賦予了此一學名，但古爾德認為其外觀上同時具有翠蜂鳥屬的特徵。該標本是於1860年采集的模式标本，但采集地点不明，可能是牙买加或巴拿马北部。現該標本存放於英國哈特福郡的特林自然歷史博物館內。
該物種後來被歸入翠蜂鳥屬內，但後來據研究發現該屬為多系群而被建議需重新分類。現該屬下原有的不少物種已被歸入桂红蜂鸟属下。但這種鳥類與另一種同樣已滅絕的鳥類布雷氏翠蜂鳥並未納入後續的研究內，雖然被歸類至擬翠蜂鳥屬內，但其定位並未被完全確認。
屬名源自古巴翠蜂鸟的種小名。:336而種小名是拉丁語「優雅、精緻」之意。:144

## 物種描述
該標本體長為3.875英寸（9.84）、鳥喙長1.5英寸（3.8）、翅膀長2.125英寸（5.40）、尾長0.875英寸（2.22）。
頭頂和整個身體下半閃亮淺綠色；背部呈金色或橙綠色；翅膀為帶有紫色調的棕色；腳部白色；尾巴長而分叉，尾下覆羽上方呈紫紅色或紫紅色而下方灰色；上喙在基部呈肉色，其餘部分呈黑色；下喙呈肉色，尖端呈黑色。
其习性不明，但相信喙与翠蜂鸟属其他物种類似。這種鳥類消失的原因相當難被推斷，但可能是由於森林开伐和外來的哺乳類入侵所導致的棲地破壞跟捕食而滅絕。

## 物種有效性
這種鳥類因為只有一個標本的緣故，其物種定位有所爭議，在過去該物種不是被忽略，就是被質疑其有效性。美國鳥類學會認為其「確切地位可能永遠難以完全闡明」，但認為因其特殊的背部顏色，若該物種被確認其地位有效，應被獨立成一物種。
在1999年的研究中，該標本經形態學證明其並不太可能是一個混種，但並沒有有效的證明是否為一個物種或一個亞種。2022年起，美國鳥類學會建議將其地位改為地位存疑。而2023年起，世界鳥類學家聯合會的名錄有鑑於此，故「在基因分析或穩定同位素分析能提供更多信息之前，暫時將其自名錄中移除」。

## 外部連結
- 维基共享资源上的相關多媒體資源：古氏翠蜂鳥
- 維基物種上的相關：古氏翠蜂鳥
- Gould, John; Richter, Henry Constantine; Phipps, John H. H.; Salomons, David; Hullmandel & Walton, printer of plates; Walter & Cohn, printer of plates.  V. London: Printed by Taylor and Francis ; Published by the author. 1849  [2023-09-02] （英语）.